# Ishida Akira (go)
Pour les articles homonymes, voir Akira Ishida.
Akira Ishida (石田彰, Ishida Akira), né le 23 mai 1949 à Tōkyō, est un joueur de go professionnel.

## Biographie
Ishida est d'abord élève de Fukuda Masayoshi lorsqu'il devient insei. Il devient pro huit ans plus tard en 1966. En 1972, il gagne le tournoi de promotion Oteai, puis gagne deux fois le titre Shinjin-O en 1979 et 1980. Deux ans plus tard, il gagne le titre Shin-Ei. Enfin, en 1982, il devient 9e dan. Il a gagné à trois reprises une récompense du Kidō.
Il a corédigé avec James Davies le livre Attack and Defense, l'un des plus grands succès en langue anglaise de la littérature sur le jeu de go.
Il réside actuellement à Tōkyō, au Japon.

## Titres
| Titre     | Années     |
| --------- | ---------- |
| Shinjin-O | 1979, 1980 |
| Shin-Ei   | 1981       |